# حديث الروح

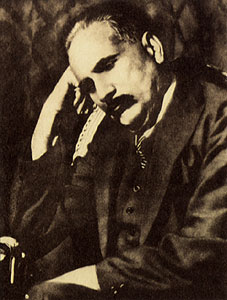
إقبال في تفكير عميق، هذه الصورة هي التي أكسبته لاحقا لقب "المفكر"

شكوى وجواب شكوى  أو بالعربية حديث الروح قصيدتان كتبهما الشاعر الباكستاني محمد اقبال باللغة الأوردية ونشرها في ديوانه صلصلة الجرس ونقلها للعربية شعرا رائعا الشاعر الأزهري الصاوي شعلان.

## دواعي التأليف
برغم من ان كل اشعار اقبال كتبها باللغة الفارسية الا هاتان القصيدتان فقد كتب بالأردية فقصيدة الشكوى كتبت في عام 1909 وقصيدة جواب الشكوى كتبت في عام 1913 حيث يحاول الفيلسوف محمد اقبال بث شكواه وشجونه حول الدور الحضاري للمسلمين في التاريخ. ويتألم لحال المسلمين في كل اقطار الأرض ويحاول مواجهة المشكلات الحضارية لذلك كانت الشكوى لله لما وصل إليه حال الأمة الإسلامية وجواب الشكوى كانت جواب من الله للمسلمين على شكواه، اثر نشره قصيدة الشكوى هاج العلماء ضده وأخذوا يهاجمونه ولكن عندما قام بنشر قصيدة جواب الشكوى زالت المشاحنات واللغط الذي دار حول القصيدة فكانت جواب الشكوى ارضاء للعلماء.

## الترجمة وإعادة الكتابة
قصيدة «شكوى» تضم 120 بيتاً وقصيدة «جواب الشكوى» أطول فهي تقع في 140 بيتاً. ترجمها محمد حسن الأعظمي إلى العربية نثراً ضمن قصائد أخرى وقدمها للشاعر المصري الصاوي شعلان والذي أعاد كتابتها.

### قصيدة الشكوى
شَكوايَ أمْ نجوايَ في هذا الدُّجـى *** ونجومُ ليلِي حُسَّدي أمْ عُـوَّدي
أمسيتُ في الماضي أعيش كأننـي *** قطعَ الزمانُ طريق أمسي عن غَـدي
والطيرُ صادحةٌ على أفنانهـا *** تُبكي الرُّبى بأنينها المتجـددِ
قد طال تسهيدي وطال نشيدهـا *** ومدامعي كالطل في الغصن النَّـدي
فإلى متى صمتي كأني زهـرةٌ *** خرساءُ لم تُرزق براعةَ مُنشـدِ
قيثارتي مُلئت بأنَّات الجَـوى *** لا بدَّ للمكبوت من فيضـانِ
صَعدتْ إلى شفتِي بلابلُ مُهجتـي *** ليَبين عنها منطقي ولسانـي
أنا ما تعديتُ القناعةَ والرِّضـا *** لكنَّما هي قصة الأشجـانِ
أشكو وفي فميَ التراب وإنمـا *** أشكو مُصاب الدِّين للديَّـانِ
يشكو لك اللهمَّ قلب لم يعِـشْ *** إلاّ لحمد عُلاك في الأكـوانِ
قد كان هذا الكونُ قبل وجودنـا *** رَوضًا وأزهارًا بغير شميـمِ
والورد في الأكمام مجهولُ الشَّـذا *** لا يُرتجى وردٌ بغير نسيـمِ
بل كانتِ الأيام قبل وجودنـا *** ليلاً لظالمها وللمظلـومِ
لما أطل محمدٌ زكت الرُّبـى *** واخضرَّ في البستان كلُّ هشيـمِ
وأذاعت الفردوسُ مكنونَ الشـذا *** فإذا الورى في نضرةٍ ونعيـمِ
من قام يهتف باسم ذاتك قبلَنـا *** مَنْ كان يدعو الواحد القهَّـارا
عبدوا تماثيلَ الصخور وقدَّسـوا *** مِن دونك الأحجار والأشجـارا
عبدوا الكواكب والنجوم جهالـةً *** لم يبلغوا من هَديها أنـوارا
هل أعلن التوحيدَ داعٍ قبلنَـا *** وهدى الشعوب إليك والأنظـارا
كنَّا نُقدِّم للسيوف صدورَنـا *** لم نخش يوماً غاشمًا جبَّـارا
قد كان في اليونان فلسفةٌ وفي الـرُّ *** ومانِ مدرسةٌ وكان المُلك في ساسـانِ
لم تُغنِ عنهمْ قوة أو ثـروةٌ *** في المال أو في العلم والعرفـانِ
وبِكلِّ أرض سامريٌّ ماكـرٌ *** يكفي اليهودَ مؤونةَ الشيطـانِ
والحكمة الأولى جرَت وثنيَّـةً *** في الصين أو في الهند أو تُـورانِ
نحن الذين بِنور وحيكَ أوضحـوا *** نهجَ الهدى ومعالم الإيمـانِ
من ذا الذي رفعَ السيوف ليرفع اسْـ *** ـمكَ فوق هامات النجوم منـارا
كنا جبالاً في الجبال وربمـا *** سِرنا على موج البحار بحـارا
بمعابد الإفرنج كان أذانُنـا *** قبلَ الكتائب يفتح الأمصـارا
لم تنس إِفْرِقْيا ولا صحراؤُهـا *** سجَداتِنا والأرضُ تقذف نـارا
وكأنَّ ظلَّ السيف ظل حديقـةٍ *** خضراءَ تنبت حولنا الأزهـارا
لم نخش طاغوتًا يحاربنا ولـوْ *** نصبَ المنايا حولنا أسْـوارا
ندعو جهارًا لا إله سوى الـذي *** صنع الوجود وقدَّر الأقـدارا
ورؤوسنا يا ربِّ فوق أكفِّنـا *** نرجو ثوابك مغنمًا وجِـوارا
كنا نرى الأصنامَ من ذهبٍ فنهْـ *** ـدمها ونهدم فوقها الكُفَّـارا
لو كان غيرَ المسلمين لحازهـا *** كنـزًا وصاغ الحِلْيَ والدينـارا
كم زُلزل الصخر الأشمُّ فما وَهـى *** من بأسنا عزم ولا إيمـانُ
لو أن آسادَ العرين تفزَّعـتْ *** لم يلقَ غير ثباتنا الميْـدانُ
وكأنَّ نيران المدافع في صـدُو *** رِ المؤمنين الرَّوْح والريحـانُ
توحيدُك الأعلى جعلنا نقشَـهُ *** نورًا تضيء بصُبحه الأزمـانُ
فغدتْ صُدورُ المؤمنين مصاحفًـا *** في الكون مسطورا بها القـرآنُ
مَن غيرُنا هدَم التماثيلَ التـي *** كانت تقدسها جهالاتُ الـوَرى
حتى هوتْ صُورُ المعابد سُجَّـدًا *** لجلال من خلقَ الوجودَ وصـوَّرا
ومَنِ الأُلى حملوا بعزمِ أكُفِّهـمْ *** بابَ المدينة يومَ غزوة خيْبـرا
أمَّن رمى نار المجوس فأُطفئَـتْ *** وأبان وجه الحق أبلجَ نيِّـرا
ومَن الذي بذَل الحياة رخيصـةً *** ورأى رضاك أعز شيْءٍ فاشتـرى
نحْنُ الذين استيقظت بأذانهـمْ *** دُنيا الخليقة من تهاويل الكَـرَى
نحن الذين إذا دُعُوا لصلاتهـمْ *** والحرب تسقي الأرض جامًا أحمـرا
جعلوا الوجوه إلى الحجاز وكبَّـروا *** في مَسمع الرُّوح الأمين فكبَّـرا
«محمودُ» مِثلُ «إيازَ» قام كِلاهمـا *** لك بالخشوع مُصليًا مُستغفـرا
العبد والمولى على قدم التُّقـى *** سجدَا لوجهك خاشعيْن على الثَّـرى
بلغت نهايةَ كُلِّ أرضٍ خيلُنـا *** وكأن أبحُرَها رمالُ البِيـدِ
في محفل الأكوان كان هلالُنـا *** بالنصر أوْضحَ من هلال العيـدِ
في كل مَوقعةٍ رفَعنا رايـةً *** للمجد تُعلن آيةَ التوحيـدِ
أُممُ البرايا لم تكن مِن قبلنـا *** إلا عبيدًا في إسارِ عَبيـدِ
بلغتْ بنا الأجيال حُرِّيَّاتهـا *** من بعد أصفادٍ وذل قُيـودِ
رُحماك ربي هل بغير جباهنـا عُرف السجودُ بِبيتك المعمـورِ
كانت شغاف قلوبنا لك مُصحفًـا *** يحوي جلالَ كتابك المسطـورِ
إن لم يكن هذا وفاءً صادقـًا *** فالخَلْقُ في الدنيا بغيرِ شعـورِ
مَلأ الشعوبَ جُناتُها وعُصاتُهـا *** مِن مُلحدٍ عاتٍ ومن مغـرورِ
فإذا السَّحاب جرى سَقاهم غيثَـه *** واختصَّنا بصواعق التدميـرِ
قد هبَّتِ الأصنامُ مِن بعد البِلـى *** واستيقظت مِن قبْل نفخ الصُّـورِ
والكعبةُ العليا توارى أهلُهـا *** فكأنهمْ مَوتى لغير نُشـورِ
وقوافلُ الصحراء ضلَّ حُداتهـا *** وغدتْ منازلها ظلالَ قبـورِ
أنا ما حسدتُ الكافرين وقدْ غَـدَوْا *** في أنعُمٍ ومواكبٍ وقصـورِ
بلْ محنتي ألا أرى في أُمّتـي *** عَملاً تُقدِّمهُ صَداقَ الحُـورِ
لكَ في البرِية حكمةٌ ومشيئـةٌ *** أعيتْ مذاهبُها أُولي الألبـابِ
إن شئتَ أجريْت الصحارى أنهُـرًا *** أو شئت فالأنهارُ موجُ سـرابِ
مـاذا دهَى الإسلامَ في أبنائـهِ *** حتى انطوَوْا في محنةٍ وعـذابِ
فثراؤهم فقرٌ ودولةُ مجدِهـمْ *** في الأرض نهبُ ثعالبٍ وذئـابِ
عـاقَبْتنا عدلاً فهبْ لعدوِّنـا *** عن ذنبه في الدهر يومَ عقـابِ
عـاشوا بثروتنا وعِشنا دونهـمْ *** للموت بين الذُّل والإمـلاقِ
الدين يحيَا في سعادة أهلـهِ *** والكأس لا تَبقى بغير الساقـي
أين الذين بنارِ حُبكَ أرسلُـوا الْـ *** أنْوار بين محافل العُشـاقِ
سكبوا اللياليَ في أنين دُموعهـمْ *** وتوضَّؤوا بمدامع الأشـواقِ
والشمسُ كانت من ضياء وجوههـمْ *** تُهدي الصباح طلائع الإشـراقِ
كيف انطوت أيامُهمْ وهُمُ الأُلَـى *** نشروا الهُدى وعلَوْا مكان الفرقـدِ
هجروا الديار فأين أزمعَ ركبُهـمْ *** مَن يهتدي للقوم أو من يقتـدِي
يَا قلبُ حسبُك لن تُلِمَّ بطيفهـمْ *** إلا على مِصباح وجهِ محمـدِ
فازوا من الدنيا بمجدٍ خالـدٍ *** ولهمْ خلودُ الفوز يومَ الموعـدِ
يـا ربِّ ألهمنا الرشاد فما لنـا *** في الكون غيرُك من وليٍّ مُرشـدِ
ما زال قيسٌ والغرام كعهـدهِ *** وربوعُ ليلـى في ربيع جمالهـا
وهضاب نجدٍ في مراعيها المَهـا *** وظباؤها الخفِراتُ مِلءُ جبالهـا
والعشق فياضٌ وأمةُ أحمـدٍ *** يتحفَّزُ التاريخ لاستقبالهـا
لوْ حاولتْ فوق السماء مكانـةً *** رفّتْ على شمس الضحى بهلالهـا
ما بالهـا تَلقى الجُدود عواثـرًا *** وتصدُّها الأيام عن آمالهـا
هجْرُ الحبيب رمى الأحبةَ بالنَّـوى *** وأصابهم بتصرُّم الآمـالِ
لم يبقَ في الأرواح غيرُ بقيَّـةٍ *** رُحماك يا مِرآةَ كلِّ جمـالِ
لو قد مَللنا العشقَ كان سبيلُنـا *** أن نستكينَ إلى هوًى وضَـلالِ
أو نصنعَ الأصنام ثم نبيعَهـا *** حاشا المُوحِّدَ أن يَذِلَّ لمِـالِ
أيـامُ سلمانٍ بنا موصولـةٌ *** وتُقَى أُويْسٍ في أذانِ بِـلالِ
يا طيبَ عهدٍ كنتَ فيه منارَنـا *** فبعثتَ نور الحق مِن فَـارانِ
وأسرْتَ فيه العاشقين بلمْحـةٍ *** وسقيتَهُم راحاً بغير دِنـانِ
أحرقتَ فيهِ قلوبهمْ بتوقُّد الـ *** إيمان لا بتلهُّب النِّيـرانِ
لم نَبق نحن ولا القلوب كأنهـا *** لم تحْظَ من نار الهوى بدُخـانِ
إن لم يُنِر وجهُ الحبيب بِوَصلـه *** فمكان حُزن القلب كلُّ مكـانِ
يا فرحةَ الأيام حين نرى بهـا *** روضَ التجلِّي وارفَ الأغصـانِ
ويعود مَحفلنا بحُسنكَ مُسفـرًا *** كالصبح في إشراقهِ الفيْنـانِ
قد هاج حُزني أن أرى أعداءَنـا *** بين الطِّلا والظل والألحـانِ
ونعالج الأنفاسَ نحنُ ونصطلِـي *** في الفقر حين القومُ في بستـانِ
أشـرِقْ بنوركَ وابعثِ البرقَ القَديـ *** ـمَ بِومْضةٍ لفَراشكَ الظمـآنِ
أشواقُنا نحو الحجاز تطلعـتْ *** كحنين مغتربٍ إلى الأوطـانِ
إن الطيور وإن قصصتَ جناحَهـا *** تسمو بفطرتها إلى الطَّيَـرانِ
قيثارتي مكبوتةٌ ونشيدُهـا *** قد ملَّ من صمتٍ ومن كِتمـانِ
واللحنُ في الأوتار يرجو عازفـًا *** ليبوحَ من أسراره بمعـانِ
والطُّورُ يرتقب التجلِّيَ صارخـًا *** بهوى المَشُوق ولهفة الحيْـرانِ
أكبادُنا احترقت بأنَّات الجَـوى *** ودماؤنا نهر الدموع القانـي
والعطرُ فاض من الخمائل والرُّبَـى *** وكأنه شَكْوى بغير لِسـانِ
أوَليسَ من هَول القيامة أن يكـو *** نَ الزهرُ نمَّامًا على البُستـانِ
النمل لا يخشى سُليمانـًا إذا *** حرستْ قُراه عنايةُ الرَّحمـنِ
أرشدْ براهمةَ الهُنود ليرفعُوا الْـ *** إِسلام فوق هياكلِ الأوثـانِ
ما بالُ أغصانِ الصنوبر قد نـأتْ *** عنها قَماريها بكل مكـانِ
وتعرتِ الأشجارُ مِن حُلل الرُّبـى *** وطيورها فرَّت إلى الوديـانِ
يا ربِّ إلا بُلبلاً لم ينتظـرْ *** وَحيَ الربيع ولا صَبا نيسـانِ
ألحانُه بحرٌ جَرى متلاطمًـا *** فكأنه الحاكي عن الطوفـانِ
يا ليت قومي يسمعون شِكايـةً *** هي في ضميري صرخةُ الوِجـدانِ
إن الجواهر حيَّرت مِرآة هـ *** ـذا القلبِ فهْوَ على شفا البُركـانِ
أسمِعهُمو يا ربِّ ما ألهمتَنـي *** وأعدْ إليهمْ يقْظةَ الإيمـانِ
وأذقهمُ الخمرَ القديمةَ إنهـا *** عينُ اليقين وكوثرُ الرِّضـوانِ
أنا أعجميُّ الدَّنِّ لكنْ خمرتِـي *** صُنعُ الحِجاز وكرْمِها الفَيْنـانِ
إن كاَن لي نغَمُ الهُنودِ ولحنُهـمْ *** لكنَّ هذا الصوتَ مِن عَدنـانِ

### قصيدة جواب الشكوى
كلامُ الرُّوح للأرواح يسْـري *** وتُدركهُ القلوبُ بلا عنـاءِ
هتفتُ به فطارَ بلا جنـاحٍ *** وشقَّ أنينُه صدرَ الفضـاءِ
ومعدنُه ترابيٌّ ولكـنْ *** جرتْ في لفظه لغةُ السمـاءِ
لقد فاضت دموعُ العشقِ منِّـي *** حديثا كان عُلويَّ النِّـداءِ
فحلَّق في رُبى الأفلاك حتَّـى *** أهاجَ العالمَ الأعلى بُكائـي
تَحاورت النجومُ وقلن صـوتٌ *** بِقرب العرش موصولُ الدعـاءِ
وَجاوبت المجرَّةُ علَّ طيفـًا *** سَرى بين الكواكب في خفـاءِ
وقال البدرُ هذا قلب شـاكٍ *** يواصل شدوَه عند المسـاءِ
ولم يعرف سوى رِضوانَ صوْتِـي *** وما أحراهُ عندي بالوفـاءِ
ألم أك قبلُ في جنات عـدنٍ *** فأخرجني إلى حينٍ قَضائـي
وقيل هو ابن آدمَ في غُـرور *** تجاوز قدره دونَ ارْعـواءِ
لقد سجدتْ ملائكةٌ كـرامٌ *** لهذا الخلق من طينٍ ومـاءِ
يظنُّ العلم في كيفٍ وكـمٍّ *** وسرُّ العجز عنه في انطـواءِ
ومِلءُ كؤوسه دمعٌ وشكوَى *** وفي أنغامه صوتُ الرجـاءِ
فيا هذا لقد أبلغتَ شيئـًا *** وإن أكثرت فيه من المِـراءِ
عطايانا سحائبُ مرسـلاتٌ *** ولكنْ ما وجدنا السَّائلينـا
وكلُّ طريقنا نَوْرٌ ونُـورٌ *** ولكن ما رأينا السَّالكينـا
ولم نَجدِ الجواهرَ قابـلاتٍ *** ضياءَ الوحي والنورَ المبينـا
وكان ترابُ آدمَ غيرَ هـذا *** وإن يكُ أصلُه ماءً وطينـا
ولوْ صدقوا وما في الأرض نهـرٌ *** لأجريْنا السماء لهم عُيونـا
وأخضعنا لمُلكهمُ الثُّريَّـا *** وشيَّدنا النجوم لهم حُصونـا
ولكنْ ألحدوا في خير ديـنٍ *** بنى في الشمس مُلك الأوَّلينـا
تراثُ محمَّدٍ قد أهملـوه *** فعاشوا في الخلائق مُهمَلينـا
تولَّى هادِمو الأصنام قِدمـًا *** فعادَ لها أولئك يَصنعونـا
أباهم كان إبراهيمُ لكـنْ *** أرى أمثال آزرَ في البنينـا
وفي أسلافكمْ كانت مَزايـا *** بكل فَمٍ لذاكرها نشيـدُ
تضُوعُ شقائقُ الصحراءِ عِطْـرًا *** بريَّاها وتبتسمُ الـورودُ
فهلْ بقيَتْ محاسنُهمْ لدَيكُـمْ *** فيجمُلُ في دلالكم الصُّـدودُ
لقد هامُوا بخالقهم فَنـاءً *** فلم يُكتب لغيرهِمُ الخلـودُ
وكوثرُ أحمدٍ مِنكم قريـبٌ *** ولكنْ شوقُكم عنه بعيـدُ
وكمْ لاح الصَّباحُ سَنًا وبُشـرى *** وأذَّنتِ القَماري والطُّيـورُ
وكبَّرت الخمائل في رُباهـا *** مُصلِّيةً فجاوبها الغديـرُ
ونومُ صباحكم أبدًا ثقيـلٌ *** كأنَّ الصبح لم يُدركه نـورُ
وأضحى الصَّومُ في رمضان قيـدًا *** فليس لكم به عزمٌ صبـورُ
تمدُّنُ عصرُكم جمعَ المزايـا *** وليس بغائبٍ إلا الضميـرُ
لقد ذهب الوفاءُ فلا وفـاءٌ *** وكيف ينالُ عهدي الظَّالمينـا
إذا الإيمانُ ضاعَ فلا أمـانٌ *** ولا دُنْيا لمن لم يُحْيِ دِينـا
ومَنْ رَضِيَ الحياةََ بِغَير ديـنٍ *** فقد جعل الفَناء لها قَرينـا
وفي التوحيد لِلهِمَم ِاتِّحـادٌ *** ولنْ تَبنوا العُلا مُتفرِّقينـا
تساندتِ الكواكبُ فاستقـرَّتْ *** ولولا الجاذبِيَّةُ ما بَقِينـا
غدَوْتُمُ فِي الدِّيَارِ بِلا دِيَـارٍ *** وَأَنْتمْ كَالطُّيُورِ بِلا وُكُـورِ
وَكُلُّ صَوَاعِقِ الدُّنيَا سِهَـامٌ *** لِبَيْدَرِكُمْ وَأَنْتُمْ فِي غُـرُورِِ
أهَذَا الفَقْرُ فِي عِلْمٍ وَمَـالٍ *** وَأنْتُمْ فِي الْقَطِيعَةِ وَالنُّفُـورِ
وَبَيعُ مَقَابِرِ الأجْدَادِ أضْحَـى *** لَدَى الأحْفادِ مَدْعَاةَ الظُّهُـورِ
سَيُعْجَبُ تَاجِرُو الأصْنَامِ قِدْمـًا *** إذَا سَمعوا بتُجَّارِ القُبـورِ
أتَشْكُو أنْ تَرَى الأقْوَامَ فَـازُوا *** بِمَجْدٍ لايَرَاهُ النَّائِمُونَـا
مَشَوْا بِهُدَى أوَائلِكُمْ وَجَـدُّوا *** وَضَيّعْتُمْ تُرَاثَ الأوَّلِينَـا
أيُحْرمُ عَامِلٌ وَرَدَ الْمَعَالِـي *** ويَسْعَدُ بِالرُّقِيِّ الْخَامِلُونَـا
ألَيْسَ مِنَ الْعَدَالَة أنَّ أرْضِـي *** يَكُونُ حَصَادُهَا للزَّارِعِينَـا
تَجَلِّي النُّورِ فَوْقَ الطُّورِ بَـاقٍ *** فَهَلْ بَقِيَ الكَلِيمُ بِطُورِ سِينَـا
ألَمْ يُبْعَثْ لأُمَّتِكُمْ نَبِـيٌّ *** يُوَحِّدُكُمْ عَلَى نَهْجِ الوِئَـامِ
وَمُصْحَفُكُمْ وَقِبْلَتُكُمْ جَمِيعـًا *** مَنَارٌ لِلأُخُوَّةِ وَالسَّـلامِ
وَفَوْقَ الكُلِّ رَحْمنٌ رَحِيـمٌ *** إلهٌ وَاحِدٌ رَبُّ الأَنَـامِ
فَمَا لِنَهارِ أُلْفَتِكُمْ تَوَلَّـى *** وَأمْسَيْتُم حَيَارَى فِي الظَّـلامِ
وَحُسْنُ اللُّؤلُؤ الْمَكْنُونِ رَهْـنٌ *** بِصَوْغِ الْعِقْدِ فِي حُسْنِِ النِّظَـامِ
وكيف تغيَّرتْ بِكمُ اللَّيالـي *** وكيف تفرَّقتْ بكمُ الأمانـي
تركتمْ دينَ أحمدَ ثم عُدْتُـم *** ضحايا لِلْهوى أو للهـوانِ
رُقيُّ الشَّعبِ قد أضحى لديكُـمْ *** تُقرِّرُه صلاحيةُ الزمـانِ
وكيف تُقاسُ أوهامٌ ولغـوٌ *** بحكمة مُنزلِ السَّبع المثانـي
أرى نارًا قد انقلبتْ رمـادًا *** سوى ظلٍّ مريضٍ من دُخـانِ
أرى الفقراءَ عُبَّادًا تُقـاةً *** قياما في المساجد راكعينـا
هُمُ الأبرارُ في صَومٍ وفطـرٍ *** وبالأسحارِ هُمْ يَسْتَغْفِرُونـا
وليس لكم سِوى الفقراءِ ستـرٌ *** يواري عن عيوبكمُ العُيُـونا
أضلَّت أغنياءَكمُ الملاهـي *** فهم في ريبهم يتردَّدونـا
وأهلُ الفقر ما زالوا كنـوزًا *** لدينِ الله ربِّ العالمينـا
أرى التفكيرَ أدركهُ خُمـولٌ *** ولم تبقَ العزائمُ في اشتعـالِ
وأصبحَ وَعْظُكم من غير سِحْـرٍ *** ولا نورٌ يُطِلُّ من المقـالِ
وعند النَّاس فلسلفةٌ وفكـرٌ *** ولكنْ أين تلقينُ الغزالـي
وجلجلَةُ الأذان بِكـلِّ أرضٍ *** ولكن أين صوتٌ من بِـلالِ
منائرُكم علتْ في كلِّ حـيٍّ *** ومسجدُكم من العُباَّد خالـي
فأَينَ أئمةٌ وجنودُ صـدقٍٍ *** تهابُ شَبَاةَ عَزمهمُ الحِـرابُ
إذا صنعوا فصُنعهمُ المعالـي *** وإنْ قالوا فقولُهم الصَّـوابُ
مرادُهمُ الإلهُ فلا رِيـاءٌ *** ونهجهمُ اليقين فلا ارتيـابُ
لأمَّتهمْ وللأوطانِ عاشـوا*** فليس لهم إلى الدُّنيا طِـلابُ
كمثل الكأس تُبْصِرُها دِهاقـًا *** وليس لأجلها صُنِع الشَّـرابُ
مِنَ المُتَقَدِّمينَ إلَى الْمَعالِـي *** عَلَى نَهجِ الْهِدَايَةِ وَالصَّـوَابِ
وَمِنْ جَبَهَاتِهِم أنْوَارُ بَيْتـي *** وَفِي أخْلاقِهِمْ يُتْلَى كِتَابِـي
أَمَا كَانُوا جُدُودَكُمُ الأوَالِـي *** بُنَاةَ الْمَجْدِ وَالْفَنِّ الْعُجَـابِ
وَلَيْسَ لَكُمْ مِنَ الْمَاضِي تُـرَاثٌ *** سِوَى شَكْوَى اللُّغوب وَالاكْتِئـابِ
وَمَنْ يَكُ يَوْمُهُ فِي الْعَيْشِ يَأسـًا *** فَمَا غَدُهُ سِوَى يَوْمِ الْعَـذَابِ
جهادُ المؤمنينَ لهمْ حيـاةٌ *** ألا إنَّ الحياةَ هيَ الجهـادُ
عقائدُهم سواعدُ ناطقـاتٌ *** وبالأعمال يَثبُتُ الاعتقـادُ
وخوفُ الموتِ للأحياء قبـرٌ *** وخوفُ اللهِ للأحـرار زادُ
أرى ميراثهم أضحى لدَيْكُـمْ *** مُضاعًا حيثُ قد ضاعَ الرَّشـادُ
وليس لوارثٍ في الخير حـظٌّ *** إذا لم يحفظِ الإرثَ اتِّحـادُ
لأيِّ مآثرِ القوم انْتَسَبْتُـمْ*** لتكتسبوا فخارَ المُسلمينـا
فأين مَقامُ ذي النُّورَيْن مِنكـمْ *** ودولةُ عِزِّه دُنيا ودِينَـا
وفقرُ عليٍّ الأوابِ هـلاَّ *** رَبِحتم فيه كنزَ الفاتحينـا
أقمتمْ في الذُّنوب وفي الخَطايـا *** وتغتابون حتَّى الصَّالحينـا
وهُمْ ستروا عيوب الخلق فضـلاً *** وإن كانوا أبرَّ المُتَّقينـا
أريكةُ قيصَرٍ وسَريرُ كِسْـرى *** قد احْتَمَيا بملكهمُ العَمِيـمِ
وأنتم تطمحون إلى الثُّريَّـا *** بلا عزمٍ ولا قلبٍ سليـمِ
تُضِيعون الإخاء وهم أقامُـوا *** صُروحَ إخائهمْ فوق النُّجـومِ
طلبتُمْ زهرةَ الدنيا وعُدْتُـمْ *** بلا زهرٍ يضوعُ ولا شميـمِ
وكان لديهمُ البستان محضـًا *** وهُمْ أصحابُ جنات النَّعيـمِ
يُعيدُ الكونُ قصَّتهم حديثـًا *** ويُنْشئُ منْ حديثهمُ الفُنـونا
فكمْ نَزَحُوا عنِ الأوْكارِ شَوْقـًا *** إلى التَّحْلِيقِ فَوْق العالمَينـ

ا 
ويأسُ شبابكم أدْمى خُطاهـمْ *** فظنُّوا فيه بالدِّين الظُّنونـا
هِي المدنَّيةُ الحمقاءُ ألقـتْ *** بهمْ حولَ المذاهب حَائرينـا
لقد صنعتْ لهمْ صنمَ الملاهـي *** لتحجبَ عنهمُ الحَرَمَ الأمينَـا
لقد سئمَ الهوى في البِيدِ قَيْـسٌ *** وملَّ من الشِّكاية والعـذابِ
يحاولُ أن يُباح العِشْقُ حتـى *** يرى ليلاهُ وهْيَ بلا حجـابِ
يريدُ سفور وجهِ الحُسن لمـَّا *** رأى وجهَ الغرام بلا نقـابِ
فهذا العهد أحرقَ كلَّ غـرسٍ *** مِن الماضي وأغلقَ كلَّ بـابِ
لقد أفنت صواعقُه المغانـي *** وعاثتْ في الجبال وفي الهضـابِ
هي النَّارُ الجديدةُ ليس يُلقـى *** لها حطبٌ سوى المَجْدِ القديـمِ
خُذوا إيمانَ إبراهيمَ تَنْبُـتْ *** لكمْ في النَّار رَوضاتُ النَّعيـمِ
ويذكُو من دمِ الشهـداء وَرْدٌ *** سَنِيُّ العِطر قُدسيُّ النَّسيـمِ
ويلمعُ في سماء الكون لـونٌ *** من العُنَّاب مخضوبُ الأديـمِ
فلا تفزعْ إذا المَرْجَانُ أضْحـى *** عُقودًا للبراعمِ والكُـرومِ
فكم زالتْ رياضٌ من رُباهـا *** وكم بادت نخيلٌ في البـوادي
ولكنْ نخلةُ الإسلام تنمُـو *** على مرِّ العواصف والعـوادي
ومجدك في حمى الإسلام بـاقٍ *** بقاءَ الشمس والسبع الشـدادِ
وإنك يوسفٌ في أي مِصـرٍ *** يرى كنعانَه كلَّ البـلادِ
تسيرُ بكَ القوافلُ مُسرِعـاتٍ *** بلا جرسٍ ولا ترجيعِ حـادي
ضياؤُك مشرقٌ في كـل أرضٍ *** لأنكَ غيرُ محدودِ المكـانِ
بَغتْ أممُ التَّتار فأدركتْهـا *** من الإيمان عاقبةُ الأ

مَـانِ
وأصبح عابدُو الأصنام قِدمـًا *** حماةَ الحِجر والرُّكن اليَمانِـي
فلا تجزع فهذا العصرُ ليـلٌ *** وأنت النجم يُشرقُ كـلَّ آنِ
ولا تخشَ العواصف فيهِ وانهـضْ *** بشُعلتك المضيئة في الزمـانِ
أعِد مِن مَشرق التوحيد نُورًا *** يَتمُّ به اتحادُ العالَمينـا
وأنت العِطرُ في روض المعالـي *** فكيف تعيش محتبِسًا دفينـا
وأنت نسيمُه فاحملْ شـذاهُ *** ولا تَحمل غُبار الخاملينـا
وأَرسِل شُعلةَ الإيمانِ شَمسًـا *** وصُغْ من ذَرَّةٍ جبَلاً حصينـا
وكُنْ في قمة الطوفانِ مَوْجـا *** ومُزنا يُمطر الغيثَ الهتونـا
فباسم محمدٍ شمسِ البرايـا *** أُقيمت خيمةُ الفلَكِ المُنيـرِ
تَلألأَ في الرياضِ وفي الصَّحـارى *** وفوق الموجِ والسَّيلِ المُغيـرِ
ونبضُ الكونِ منهُ مستمِـدٌّ *** حرارتَهُ على مَرِّ العُصُـورِ
ومن مراكشٍ يَغزو صَـداهُ *** رُبوعَ الصِّينِ بالصوت الجَهيـرِ
وما مِشكَواة هذا النُّـورِ إلا *** ضميرُ المُسلم الحُرِّ الغَيُـورِ
ورفعُ الذِّكْر للمُخْتار رَفـعٌ *** لقَدْرِك نحوَ غاياتِ الكَمـالِ
فكنْ إنسانَ عينِ الكوْن واشهـدْ *** مَقامك عاليًا فوقَ المعالـي
بخنجرِ عزمك الوثَّاب لاحـتْ *** على الأعلام أنوارُ الهـلالِ
نداؤُك في العناصر مُستجـابٌ *** إذا دوَّى بصوتٍ من بـلالِ
وعقلُك في الخطوب أجـلُّ دِرعٍ *** وعشقُك خيرُ سيفٍ للنضـالِ
خلافةُ هذه لأرض استقـرتْ *** بمجدكَ وهْوَ للدنيا سمـاءُ
وفي تكبيرك القُدسيِّ يبـدُو *** صغيرًا كلُّ ما ضمَّ الفضـاءُ
فيا من هبَّ للإسلام يدعـو *** وأيقظَ صدقَ غيرتِه الوفـاءُ
سترفع قدرَكَ الأقدارُ حتَّـى *** تشاهد أنَّ ساعِدَك القضـاءُ
وقيلَ لكَ احتكمْ دنيا وأخـرى *** وشأنُكَ والخلودَ كما تشـاءُ

## الانتشار
انتشرت القصيدة بعد ان قامت كوكب الشرق أم كلثوم بغناء الكلمات وتم تبديل بعض الكلمات حتى تتماشى مع اللحن. توالت بعد ذلك التعديلات الكبيرة في هذا الجزء من القصيدة. على خلاف ما كتبه الشاعر إقبال. إذ أهملت أم كلثوم بعض المقاطع منها.